# Canny-sur-Matz
Canny-sur-Matz település Franciaországban, Oise megyében. Lakosainak száma 411 fő (2022. január 1.). Canny-sur-Matz Fresnières, Gury, Lassigny, Plessis-de-Roye, Roye-sur-Matz és Beuvraignes községekkel határos.

## Népesség
A település népességének változása:
| Lakosok száma | 377  | 384  | 396  | 392  | 396  | 399  | 403  | 405  | 411  |
|               | 2013 | 2015 | 2016 | 2017 | 2018 | 2019 | 2020 | 2021 | 2022 |